# Kyyjärvi
Kyyjärvi est une municipalité du centre-ouest de la Finlande, dans la région de Finlande-Centrale.

## Géographie
Elle est issue d'une scission de la commune de Karstula en 1929. Elle ressemble d'ailleurs beaucoup à sa grande voisine du sud: paysage forestier et vallonné, avec peu de lacs. Le seul lac notable, le Kyyjärvi (ou lac de la vipère), est bordé par le village du même nom.
L'agriculture et la forêt restent les piliers de l'économie locale.
Elle est bordée par les municipalités et régions suivantes :
- Ostrobotnie-Centrale - municipalité de Perho (au nord)
- Ostrobotnie du Sud : Alajärvi et Soini (à l'ouest)
- Finlande centrale : Karstula au sud et Kivijärvi à l'est.

## Démographie
Depuis 1980, la démographie de Kyyjärvi a évolué comme suit, :
| Année      | 1980  | 1985  | 1990  | 1995  | 2000  | 2005  | 2010  |
| ---------- | ----- | ----- | ----- | ----- | ----- | ----- | ----- |
| population | 1 952 | 1 991 | 1 996 | 1 947 | 1 793 | 1 646 | 1 508 |

## Transports
La commune est bien reliée au reste du pays, se situant sur la nationale 13 Jyväskylä (115 km) - Kokkola (118 km) et au départ de la nationale 16 vers Vaasa (160 km). Le village est situé à 370 km d'Helsinki.

## Galerie

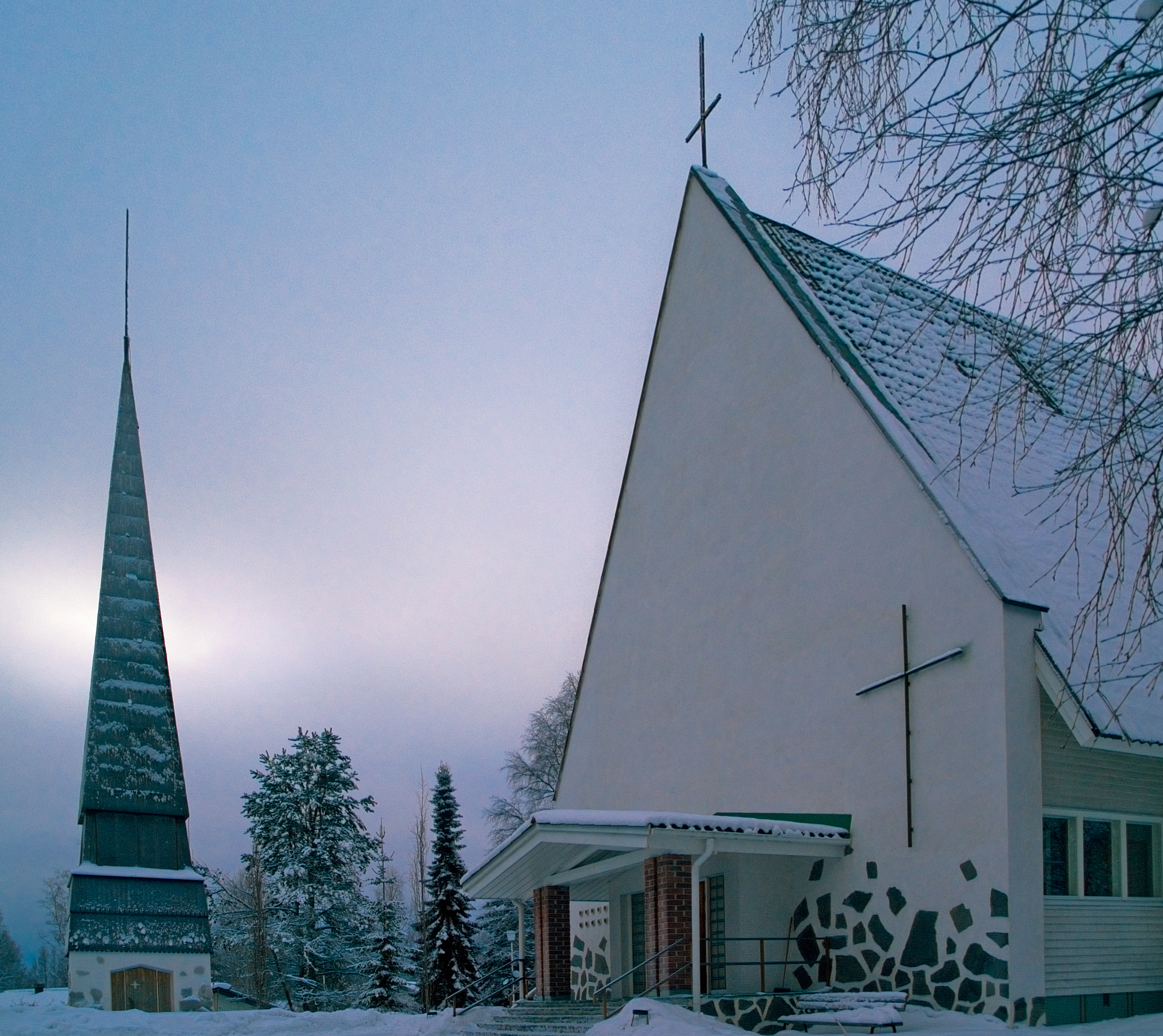
L'église de Kyyjärvi.
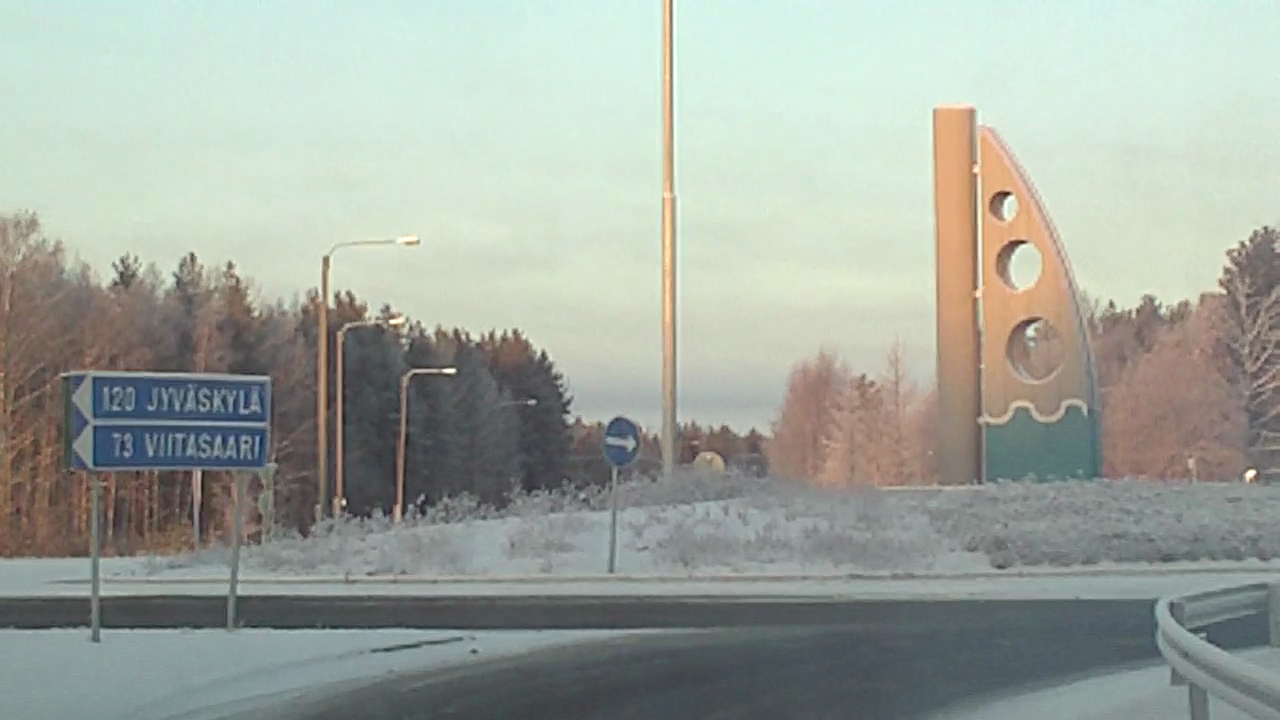
Croisement de la nationale 13 et de la nationale 16.